# Nemastomella dubia
Nemastomella dubia is een hooiwagen uit de familie aardhooiwagens (Nemastomatidae). De originele naamcombinatie (protoniem) was Nemastoma dubium Mello-Leitão, 1936. Een volgende naamrecombinatie werd gepubliceerd als Nemastomella dubia (Mello-Leitão, 1936) in Schönhofer 2013. Een synoniemnaam is Nemastomella integripes Mello-Leitão, 1936: type soort van het geslacht. Een andere is Nemastoma franzi Kraus 1959, gesteld door Kraus (1961).